# Взятие Ведено (1995)
Взятие Ведено — операция федеральных войск в ходе первой чеченской войны в июне 1995 года.

## Ход операции
Федеральные войска выдвинулись в направлении Ведено со стороны Дачу-Борзой — Махкеты и Дачу-Борзой — Агишты. Чтобы исключить для сепаратистов возможность подхода резервов со стороны сёл Ножай-Юрт и Шатой был заброшен воздушный десант. К вечеру 3 июня село оказалось под контролем федеральных сил. В ходе боёв потери ВС РФ составили 17 убитых и 36 раненных, потери противника — более 300 человек убитыми. Были уничтожены 8 танков, 1 БТР, 9 БМП, 1 установка «Град», 2 орудия, 28 автомашин с боеприпасами, 6 миномётов, 2 зенитных установки; захвачены 1 БРДМ, 1 орудие и 2 РПГ; подавлено 2 дота, 10 опорных пунктов и 16 огневых точек.

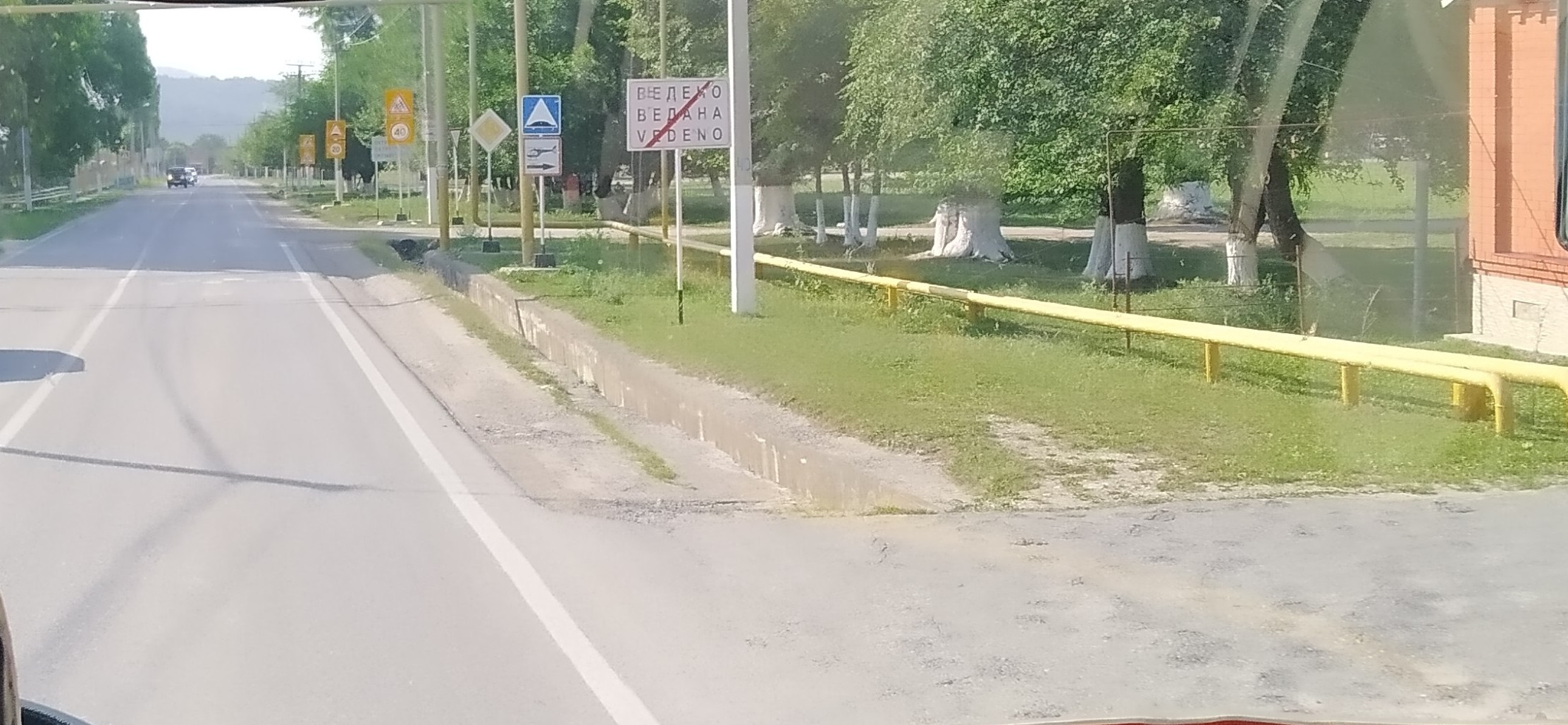
Ведено. Вертолётная площадка

Одновременно части отдельной дивизии внутренних войск вышли к Ножай-Юрту и взяли под контроль все господствующие высоты. Для обеспечения эвакуации мирного населения 2 июня был организован гуманитарный коридор, через который из села вышли более двух тысяч человек. В ходе боёв было захвачено 2 БТР, 9 БМП, 7 танков и другая техника.
3 июня в результате ракетно-бомбового удара федеральных сил в Ведено погибли 12 родственников полевого командира Шамиля Басаева, включая семерых детей.